# Ehrenprofessur
Ehrenprofessor (Prof. h. c., Prof. E. h., auch Prof. ohne Zusatz) ist ein weltweit von zahlreichen Institutionen wie insbesondere Universitäten, Regierungen oder Stiftungen vergebener Titel an Personen, die sich Verdienste um die ihn vergebende Einrichtung bzw. den betreffenden Staat erworben haben.

## Deutschland

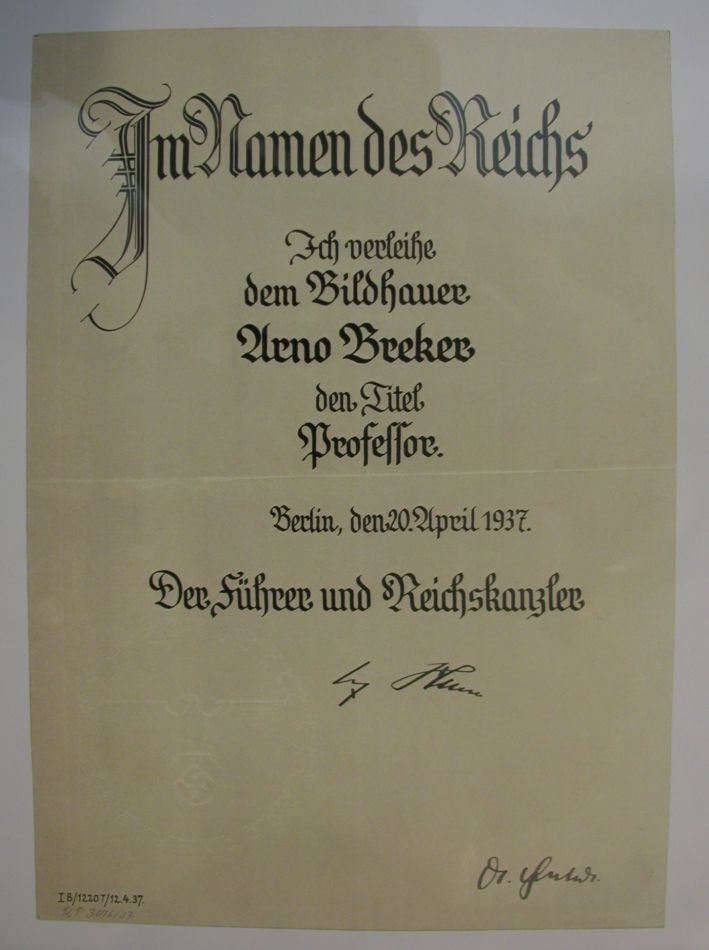
Verleihung des Titels „Professor“ (ohne universitären Bezug) an Arno Breker, 1937

Eine Ehrenprofessur wird auch in manchen deutschen Bundesländern vergeben. Ehrenprofessoren sind von Honorarprofessoren zu unterscheiden, die dem wissenschaftlichen Lehrpersonal einer Hochschule zuzurechnen sind. Im Gegensatz zu diesen haben Ehrenprofessoren weder Lehrberechtigung noch -verpflichtung. Die Verleihung von Ehrenprofessuren ist überwiegend in den Hochschulgesetzen der jeweiligen Länder geregelt. Die Anzahl der verliehenen Ehrenprofessuren ist sehr gering. Man wird davon auszugehen haben, dass derlei Regelungen materiell auf der in § 1 Abs. 2 Ordensgesetz angesprochenen Gesetzgebungskompetenz beruhen. Der Bund hingegen hat von seiner in den §§ 1 Abs. 1, 2 Abs. 1, S. 2 Ordensgesetz erwähnten Ermächtigung zur Stiftung entsprechender Titel bisher keinen Gebrauch gemacht.

## Einzelne Bundesländer

### Baden-Württemberg
In Baden-Württemberg ist es nicht das Hochschulgesetz, sondern das Auszeichnungsgesetz, dessen § 2 den Ministerpräsidenten ermächtigt, den Ehrentitel „Professor“ festzulegen und zu verleihen. In der amtlichen Begründung zum baden-württembergischen Auszeichnungsgesetz heißt es hierzu: „Auf Grund 1995 aufgehobenen vorkonstitutionellen Reichsrechts hatte der Ministerpräsident die Befugnis, den Ehrentitel Professor zu verleihen; seither praktiziert der Ministerpräsident die Verleihung des Ehrentitels Professor auf Basis der aus der Landesverfassung hervorgehenden Kompetenzzuweisung.“ Im vorhergehenden Abschnitt der Begründung wird auf eine Staatspraxis verwiesen, dem Ministerpräsidenten die einem Staatsoberhaupt zustehende staatliche Repräsentation im herkömmlichen Sinne zuzuweisen, ferner auf die Regelungen der Verfassung über die Vertretung des Landes nach außen, das Gnadenrecht und die Ausfertigung von Gesetzen. Bekannte Persönlichkeiten, die als Ehrenprofessor ausgezeichnet wurden, sind z. B. Jürgen Schrempp und Bernhard Vogel.

### Berlin
In Berlin wurde am 18. Juni 1974 durch Senatsbeschluss die Auszeichnung Professor e. h. eingeführt. Seitdem wurde der Titel etwa 70-mal verliehen. Die erste Ehrenprofessur erhielt am 16. Januar 1975 Fritz Ganss, der Produktionsleiter einer Schallplattenfirma. Jeder Bürger von Berlin hat das Vorschlagsrecht. Die Entscheidung über die Verleihung trifft der Regierende Bürgermeister im Einvernehmen mit der Senatsverwaltung für Wissenschaft, Forschung und Kultur. Der Beschluss bedarf der Zustimmung durch den Senat.

### Brandenburg
Im Land Brandenburg ist die Ehrenprofessur in § 53 (4) des Brandenburgischen Hochschulgesetzes geregelt. Die Verleihung wird vom Wissenschaftsminister vorgenommen. Die zu ehrenden sollen einen wissenschaftlichen oder künstlerischen Bezug aufweisen oder einen besonderen Verdienst um die Hochschulen im Land Brandenburg darstellen.

### Hessen
In Hessen sind die Ehrenprofessuren in § 73 des Hessischen Hochschulgesetzes geregelt. Sie werden seit 2006 vergeben. Es handelt sich um einen Ehrentitel für Persönlichkeiten, die sich in besonderer Weise um Wissenschaft und Kunst verdient gemacht haben. Die Ehrenprofessur wird auf Vorschlag des Hessischen Ministers für Wissenschaft und Kunst durch Kabinettsbeschluss verliehen. Inhaber sind:
- Hans-Helmut Becker, Werksleiter des Volkswagen-Konzerns, Verleihungsdatum: 27. August 2008
- Herbert Günther (Verfassungsrechtler), Ministerialdirigent a. D., Verleihungsdatum: 14. Mai 2012[5]
- Wolfgang Strutz, Präsident der Senckenberg Gesellschaft für Naturforschung (SGN) in Frankfurt, Verleihungsdatum: 26. Juni 2007
- Weitere siehe Kategorie:Ehrenprofessor des Landes Hessen

### Niedersachsen
Gemäß § 27 Abs. 8 des Niedersächsischen Hochschulgesetzes kann die Landesregierung herausragenden Persönlichkeiten, die sich in besonderer Weise um Wissenschaft, Technik, Kultur oder Kunst in Niedersachsen verdient gemacht haben, auf Vorschlag des Ministeriums für Wissenschaft und Kultur und im Einvernehmen mit der Landeshochschulkonferenz den Titel „Professorin ehrenhalber“ oder „Professor ehrenhalber“ verleihen. Die Mitgliedschaft in einer Hochschule ist damit nicht verbunden.

### Nordrhein-Westfalen
In § 69 Abs. 8 des Hochschulgesetzes von Nordrhein-Westfalen ist geregelt, die Verleihung des zusatzfrei führbaren Titels Professor kann durch die Landesregierung an Personen erfolgen, die außerhalb der Hochschule besondere wissenschaftliche, künstlerische oder kulturelle Leistungen erbracht haben und die die Anforderungen des Gesetzes an Berufungen erfüllten. Die Qualifikationseinschätzung der Regierungsebene ist nicht juristisch überprüfbar.

### Schleswig-Holstein
In Schleswig-Holstein verleiht der Ministerpräsident aufgrund seiner Ehrenhoheit den Titel Professor für ganz hervorragende Leistungen vorwiegend im kulturell-künstlerischen Bereich.

## Österreich

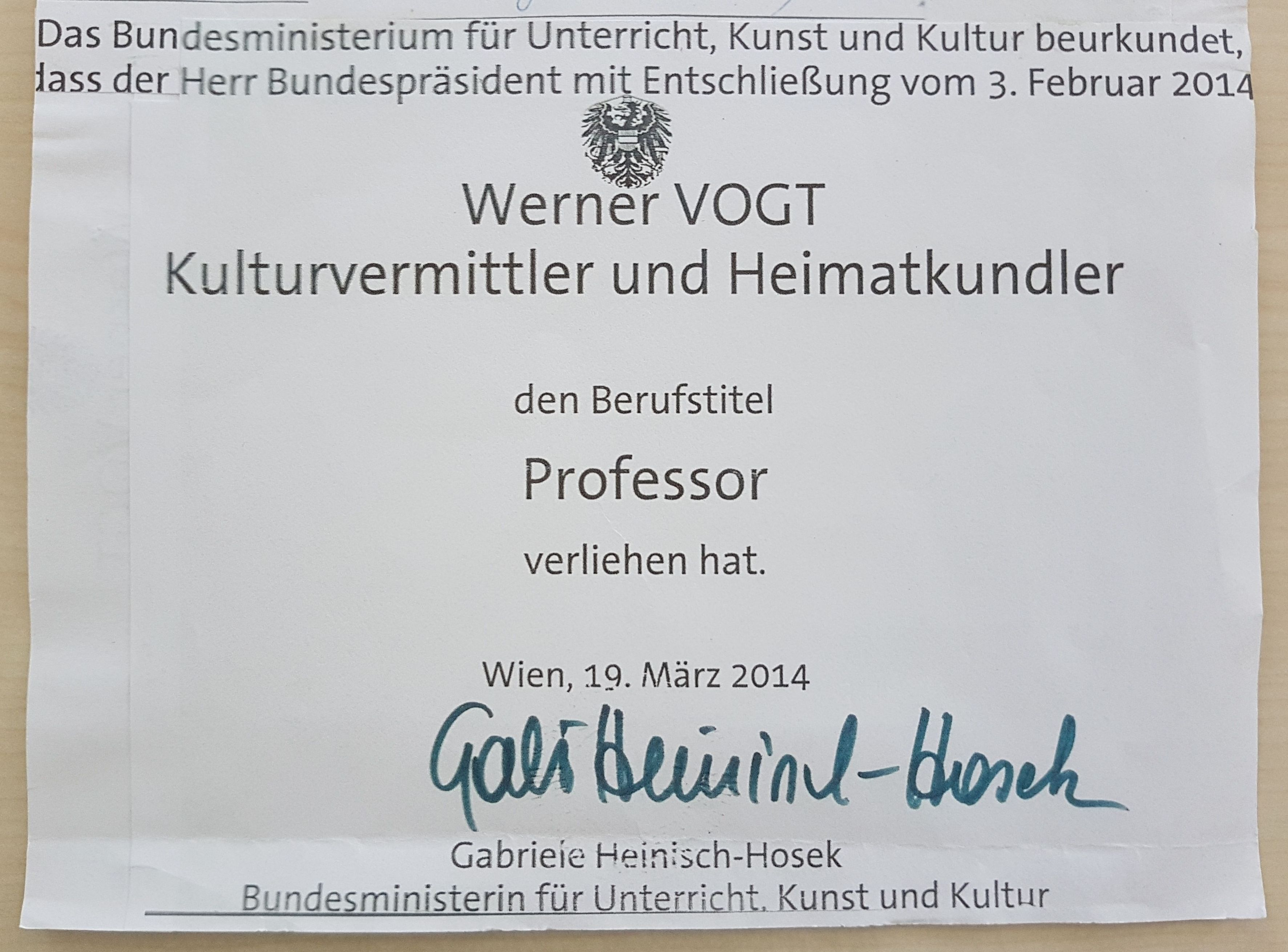
Urkunde über die Verleihung des Berufstitels „Professor“ an den Kulturvermittler und Heimatforscher Werner Vogt, 2014

In Österreich werden die Titel Professor oder Universitätsprofessor als berufsspezifischer Ehrentitel vergeben für 
- Personen, die auf dem Gebiet der Erwachsenenbildung, der Kunst, der Volkskultur und des Musealen Sammelns tätig sind
- Personen, die im Bereich der Wissenschaft tätig sind
- Außerordentliche Universitätsprofessorinnen / Außerordentliche Universitätsprofessoren an Universitäten nach mehrjähriger Lehr- und Forschungstätigkeit und
- Lehrpersonen (Universitätsdozentinnen/Universitätsdozenten, die nicht in einem öffentlich-rechtlichen Dienstverhältnis stehen) an Universitäten nach einer mindestens 15-jährigen Lehr- und Forschungstätigkeit

durch das Bundesministerium für Bildung oder das Bundesministerium für Wissenschaft, Forschung und Wirtschaft.

## Kritik
Ein Vorwurf zur Vergabe von Ehrenprofessuren lautet, dass Regelungen in Hochschulgesetzen untergebracht wurden, die es der politischen Ebene gestatten, Persönlichkeiten mit dem begehrten Professorentitel zu schmücken, der – als staatlicher Ehrentitel gedacht – rechtssystematisch in den Hochschulgesetzen völlig verfehlt untergebracht sei. Die gesetzliche Regelung der Verleihung solcher Titel sei allemal der ungeregelten Verleihung von Ehrenprofessortiteln vorzuziehen, die in einzelnen Ländern unter anderem auf der Grundlage einer Berufung auf das Gnadenrecht der Ministerpräsidenten erfolgt.